# Alexandra Touretski
Alexandra Touretski, född 20 september 1994, är en schweizisk simmare.
Touretski tävlade i två grenar (50 meter frisim och 4 x 100 meter frisim) för Schweiz vid olympiska sommarspelen 2016 i Rio de Janeiro, där hon i båda grenarna blev utslagen i försöksheatet.